# ジョナサン・ホッグ
ジョナサン・リー・ホッグ（Jonathan Lee Hogg、1988年12月6日 - ）は、イングランド・ミドルズブラ出身のプロサッカー選手。ハダースフィールド・タウンFC所属。ポジションは、ミッドフィールダー。

## クラブ経歴

### アストン・ヴィラ
地元クラブであるミドルズブラFCでのプレーを経て、2004年にアストン・ヴィラFCのアカデミーに入団。2008年7月にクラブとプロ契約を締結した。2010年8月、UEFAヨーロッパリーグ・プレーオフのSKラピード・ウィーン戦でトップチームデビュー。

### ワトフォード
2011年8月、フットボールリーグ・チャンピオンシップのワトフォードFCに移籍。契約は3年。加入初年度は40試合に出場し、サポーター投票でチームのベストプレーヤーに選出された。

### ハダースフィールド
2013年7月、家族の意向を受けハダースフィールド・タウンFCに移籍。8月のフットボールリーグカップ・チャールトン・アスレティックFC戦で初ゴール。